# 継子いじめ譚
継子いじめ譚（ままこいじめたん）とは、昔話の形式の一種。名のとおり継子いじめ（後妻が先妻の子を冷遇・虐待する）に関する昔話。継子話の一分野。

## 概説
継子が後に成功を掴み取るものと、殺された継子が姿を変えて告発するものとに大きく分けられる。後妻の実子が登場する場合、多くは『シンデレラ』のように実母（後妻）に加担したり、成功した継子を真似て失敗しひどい目に遭ったりするが、まれに『お月お星』のように継子を助ける話も存在する。

## 例

### ヨーロッパ
- シンデレラ
- グリム童話 - 似たような話が伝わっている。
  - 手なしむすめ
  - 白い嫁と黒い嫁（英語版）[3]
  - 森の中の三人のこびと

### アジア
- 葉限
- 薔花紅蓮伝
- コンジとパッジ（英語版）
- タムとカム（英語版）
- バワン・プティとバワン・メラ（英語版）

#### 中国
中国で生まれた漢族型の継子いじめ譚は、長子を持つ父が再婚し、継母に子供が生まれたことで長子を何らかの形で亡き者としようとするが、長子は父や継母へ考を尽くし、考によって天や父が動き迫害から逃れる（もしくは復讐が達成される）とするタイプである。
- 舜譚
- 申生譚[4]
- 伯奇譚[4]
- 閔子騫譚[4]

また、仏典由来など漢族由来でないものは以下を示す。
- クナラ太子譚[4]
- 胡楊譚[4]

#### 日本
- 落窪物語
- 住吉物語
- 鉢かづき
- 米福粟福（糠福米福）
- 紅皿欠皿[5]
- お月お星[2]
- 姥皮[6]
- 中将姫説話
- 伊豆箱根の本地[7]
- 男衾三郎絵詞
- 灰坊（英語版）[8]
- 愛護若[4]
- 俊徳丸[4]